# گیمباپ
گیمباپ ( کره‌ای: 김밥; lit. برنج و گیم؛تلفظ کره‌ای: [kim.p͈ap̚]) که همچنین کیمباپ هم تلفظ می‌شود ، یک غذای کره ای  تهیه شده از برنج پخته،سبزیجات،ماهی و گوشت پیچیده شده در برگه های علف دریایی ((گیم)) و برش داده شده در ابعاد فینگر فود می‌باشد. در مورد خاستگاه گیمباپ ابهام وجود دارد. برخی منابع اذعان دارند که این غذا ریشه در نوریماکی ژاپنی دارد و در طول دوران استعمار ژاپن بر کره معرفی شده است.  در حالی که برخی دیگر می‌گویند کیمباپ نسخه مدرنیزه شده ((بوکسام)) از دوران پادشاهی چوسان می‌باشد. این خوراکی معمولاً بخشی از یک وعده غذایی بسته بندی شده (همان دُسیراک) برای خوردن در پیکنیک ها و کار های خارج از منزل می‌باشد.اگر با دانموجی (ترشی تربچه زرد) و کیمچی همراه شود می‌توان آن را به عنوان یک نهار سبک سرو کرد. کیمباپ یک غذای بیرون بر پر طرفدار در کره و خارج از آن است  و به دلیل قابل حمل بودن به عنوان یک غذای راحت شناخته می شود.